# Corte distrettuale di Tokyo

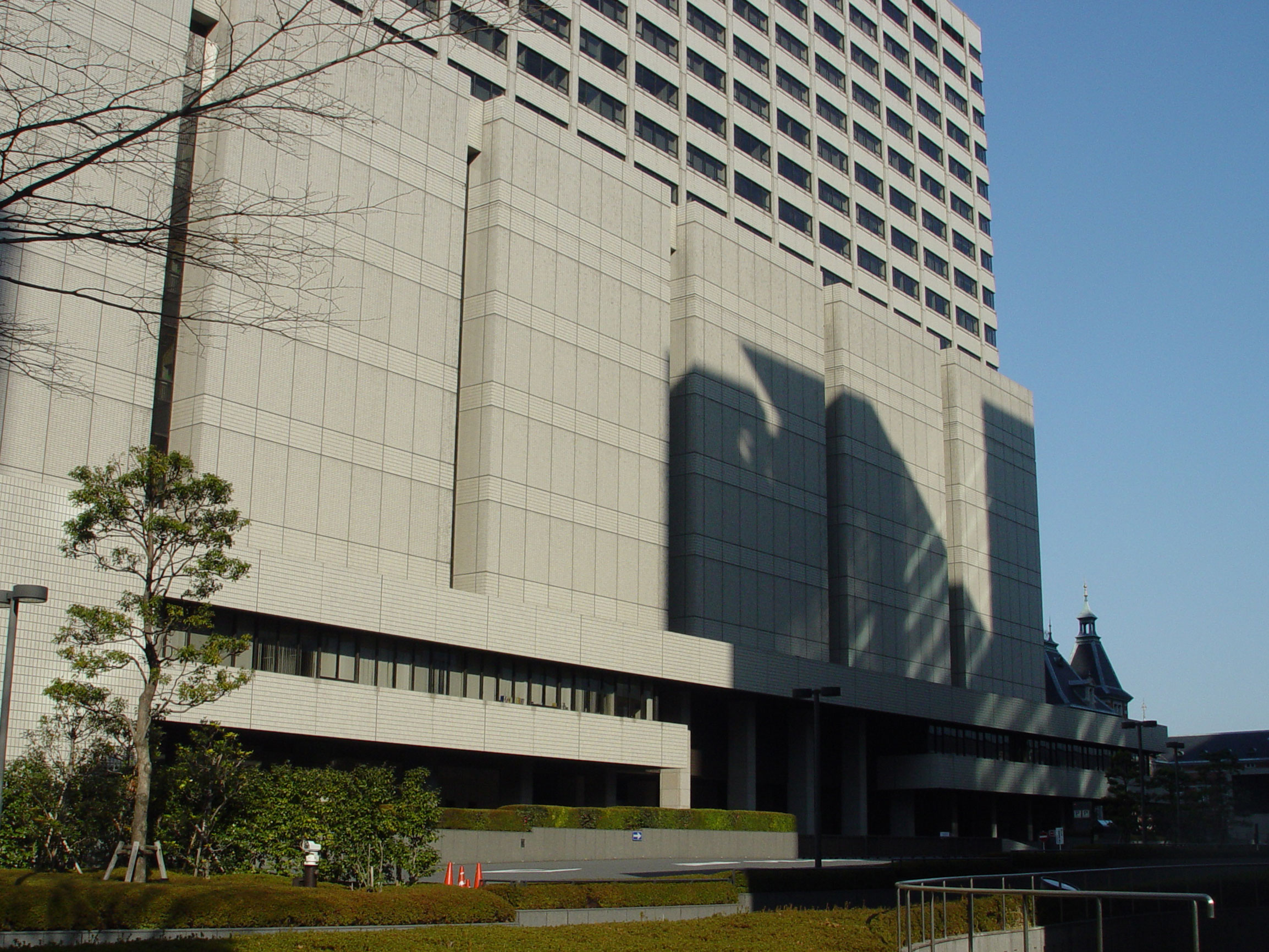
La corte distrettuale di Tokyo.

La corte distrettuale di Tokyo (東京地方裁判所?, Tōkyō Chihō Saibansho) è una corte distrettuale, situata al 1-1-4 Kasumigaseki, Chiyoda, Tokyo, Giappone.